# حي تشرين (اللاذقية)

حي تشرين أو حي الزراعة هي منطقة سكنية في الجهة الشرقية من مدينة اللاذقية، وهو حي جديد من أحياء اللاذقية - سوريا ويعد من المشاريع الجديدة لتوسع اللاذقية ويعود تاريخه إلى السبعينات من القرن العشرين، يعد اليوم من المناطق الحيوية في مدينة اللاذقية ومن أكثر الأحياء تنظيماً ونشاطاً، ويكتسب أهميته من كونه مدخل اللاذقية الأساسي ومن كونه الحي الأقرب إلى جامعة تشرين التي تعد أهم عصب حيوي في اللاذقية.
و يتكون حي الزراعة من شارع رئيسي يسمى اتوستراد الزراعة، وخمسة شوارع موازية له شرقاً وصولا إلى حدود السكن الجامعي لجامعة تشرين، إضافة لمنطقة باب اسبيرو التي تتكون من ثلاثة شوارع تلي الشوارع الخمسة شرقاً وصولاً أيضا لقسم آخر من جامعة تشرين.
يحد حي الزراعة من الشمال دوار الزراعة الذي يليه المشروع السابع، ومن الجنوب حي البعث، ومن الشرق جامعة تشرين، ومن الغرب حي الأوقاف.
من أهم معالم حي الزراعة مدرسة سهيل أبو الشملات ومدرسة سليمان العجي، شارع المكاتب الجامعية المطل على جامعة تشرين، حديقة الزراعة، فندق زنوبيا، مشفى دراج، ومجموعة من المقاهي (كحلون، صبح ومسا، سوا ربينا، اسامينا، وغيرها الكثير) والمحلات التجارية، أصبح الحي يحوي الكثير من المحلات التجارية من محلات الالبسة والبالة والاكسسوارات ومطاعم الوجبات السريعة، ولعل الشارع الأشهر بالحي المسمى بشارع بنت الشاويش 